# Ölyvformák

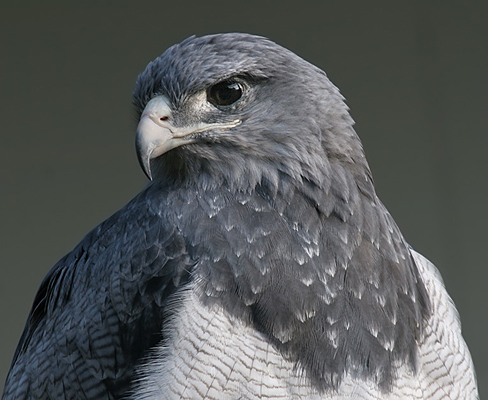
aguaja (Geranoaetus melanoleucus)

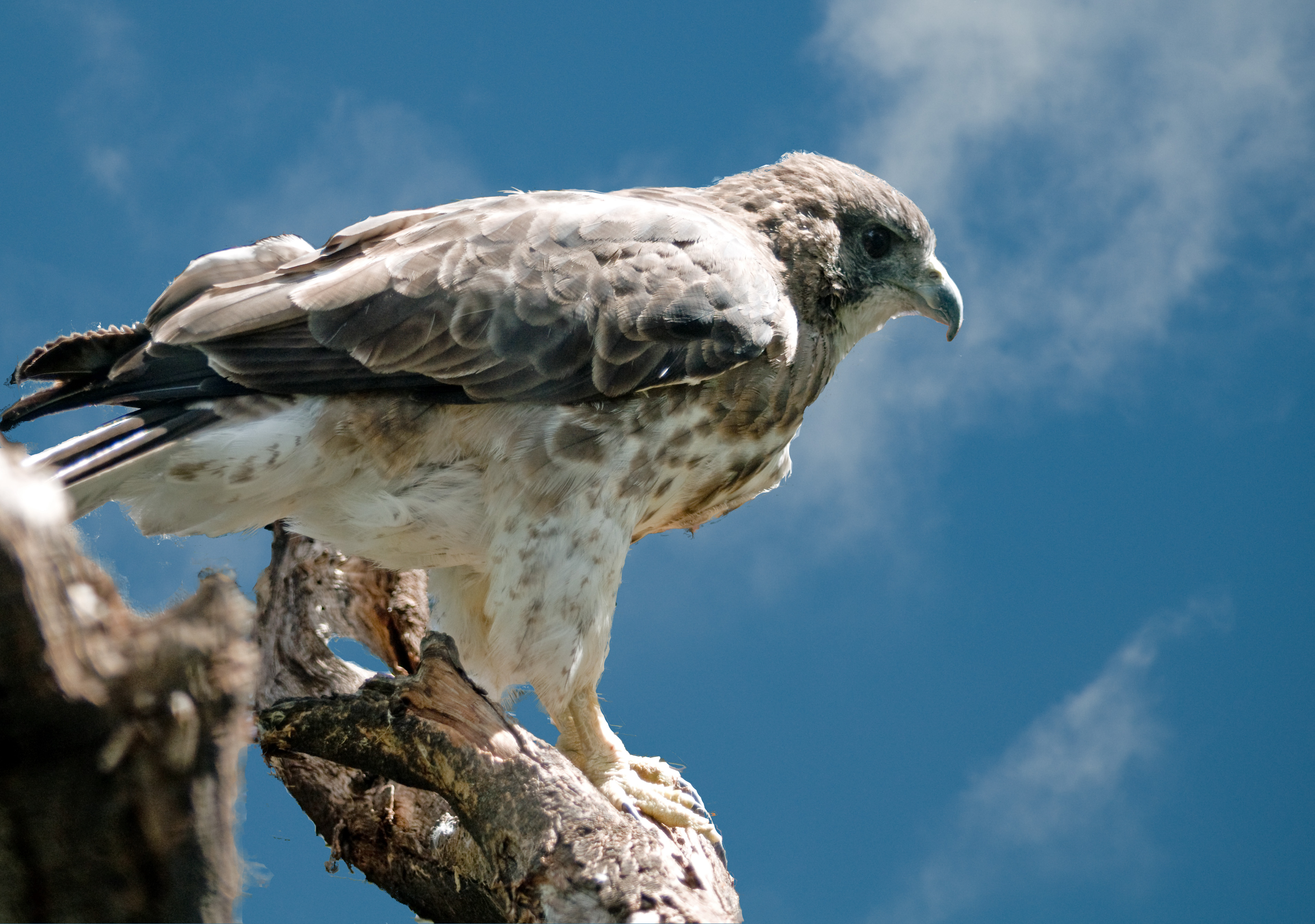
hawaii ölyv (Buteo solitarius)

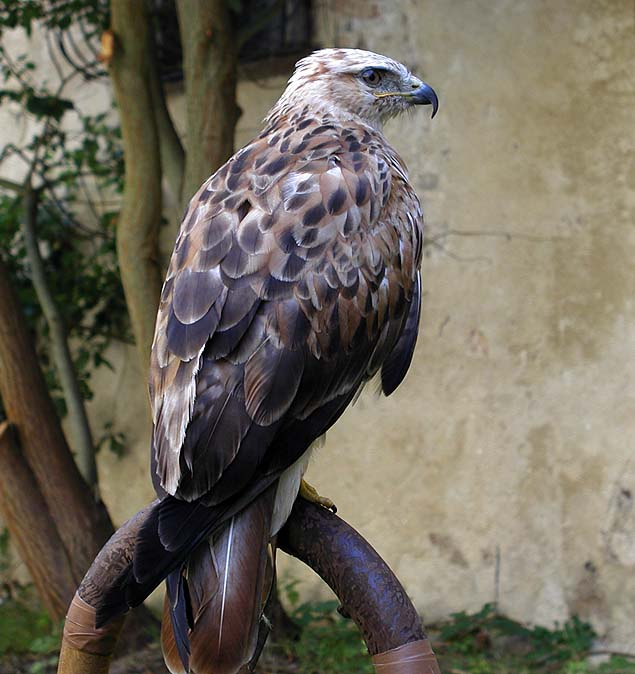
Pusztai ölyv (Buteo rufinus)

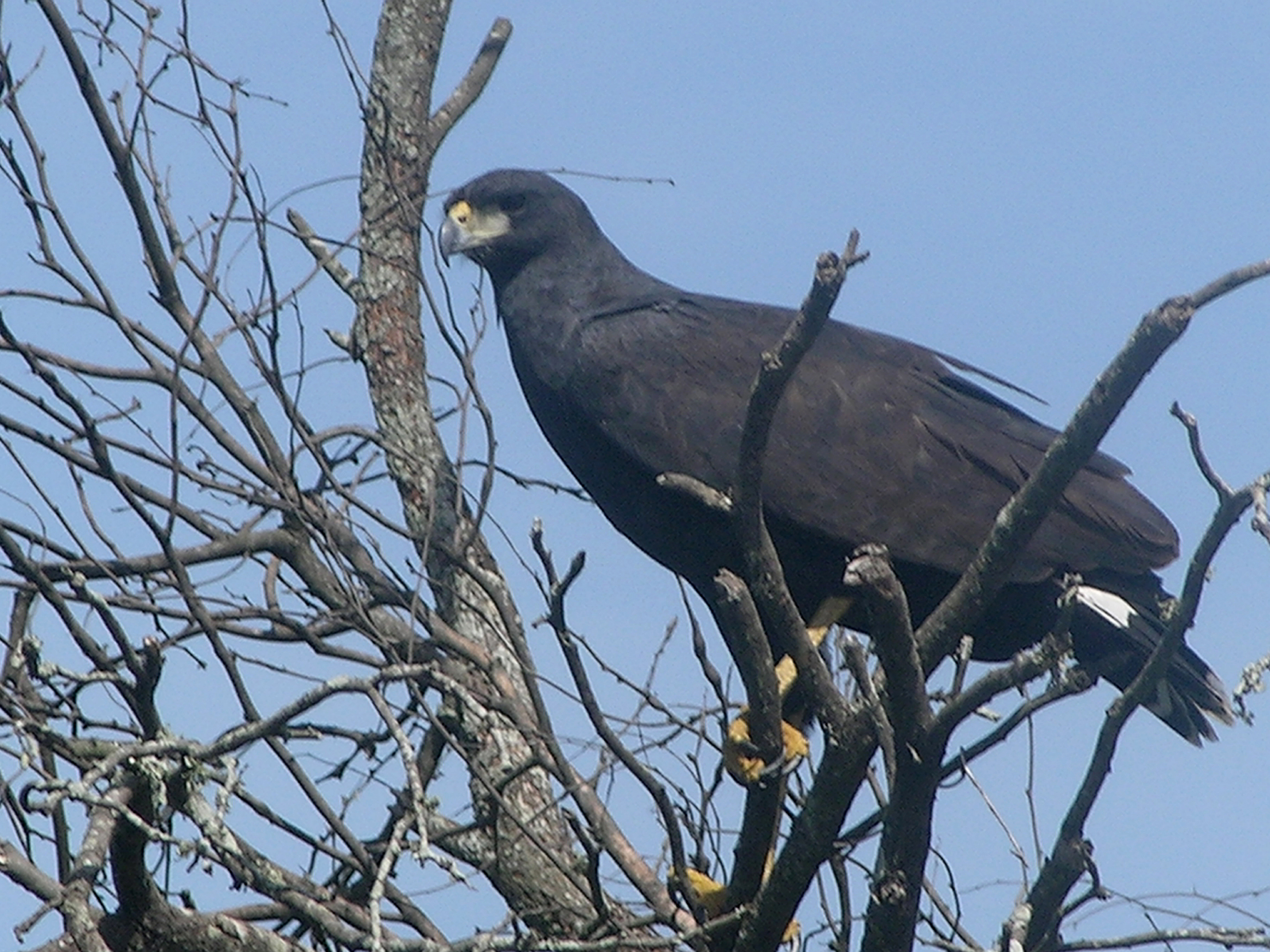
Fekete rákászölyv (Buteogallus urubitinga)

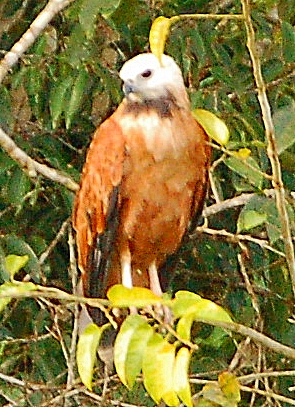
Halászölyv (Busarellus nigricollis)

Az ölyvformák (Buteoninae) a madarak osztályának a vágómadár-alakúak (Accipitriformes) rendjébe és a vágómadárfélék (Accipitridae) családjába tartozó alcsalád.
Korábban a vágómadárfélék egyik legnagyobb és legösszetettebb alcsaládja volt, de a közelmúltban lezajlott DNS-vizsgálatok bebizonyították, hogy súlyosan polifiletikus és parafiletikus csoport, így sok nem és faj leválasztásra került belőle. A rétisasok és vízisasok viszonylag egységes csoportját rétisasformák (Haliaetinae) néven önálló alcsaládba sorolták, és szintén különálló alcsaládba kerültek a hárpiaformák (Harpyietinae) és a sasformák (Aquilinae) közé újonnan besorolt fajok is.
Így a korábban ide tartozó sok faj közül csak az ölyvek tágabban értelmezett csoportja maradt meg ezen alcsalád keretein belül. Továbbá kiderült, hogy az odúölyv (Geranospiza caerulescens) is inkább e alcsalád tagjának tűnik, mint a morfológiailag korábban közeli rokonnak vélt odúhéják közé.

## Rendszerezés
A családhoz az alábbi 10 nem és 54 faj tartozik:
- Buteo  (Lacepede, 1799) – 27 faj
  - egerészölyv (Buteo buteo)
  - keleti egerészölyv (Buteo japonicus)
  - himalájai ölyv (Buteo refectus)
  - zöld-foki-szigeteki ölyv (Buteo bannermani)
  - szokotrai ölyv (Buteo socotraensis)
  - rőtfarkú ölyv (Buteo jamaicensis)
  - pusztai ölyv (Buteo rufinus)
  - gatyás ölyv (Buteo lagopus)
  - királyölyv (Buteo regalis)
  - vörösvállú ölyv Buteo lineatus)
  - szélesszárnyú ölyv (Buteo platypterus)
  - prériölyv (Buteo swainsoni)
  - haiti ölyv (Buteo ridgwayi)
  - rövidfarkú ölyv (Buteo brachyurus)
  - fehértorkú ölyv (Buteo albigula)
  - galápagosi ölyv (Buteo galapagoensis)
  - szalagos ölyv (Buteo albonotatus)
  - hawaii ölyv (Buteo solitarius)
  - vörhenyesfarkú ölyv (Buteo ventralis)
  - szirti ölyv (Buteo oreophilus)
  - erdei ölyv (Buteo trizonatus)
  - madagaszkári ölyv (Buteo brachypterus)
  - mongol ölyv (Buteo hemilasius)
  - szavannaölyv (Buteo auguralis)
  - látnokölyv (Buteo rufofuscus)
  - Archer-ölyv (Buteo archeri
  - augur ölyv (Buteo augur)

- Rupornis - 1 faj
  - rovarászölyv (Rupornis magnirostris), korábban (Buteo magnirostris)

- Asturina  (Vieillot, 1816) – 2 faj
  - hamvas ölyv (Asturina nitida) más néven (Buteo nitida)
  - szürke ölyv (Asturina plagiata  más néven (Buteo plagiatus)

- Parabuteo  (Ridgway, 1874) – 2 faj
  - Harris-ölyv más néven vörösszárnyú ölyv   (Parabuteo unicinctus)
  - fehérhátú ölyv (Parabuteo leucorrhous), korábban (Buteo leucorrhous)

- Busarellus  (Lesson, 1843) – 1 faj
  - halászölyv (Busarellus nigricollis)

- Butastur  (Hodgson, 1843) – 4 faj
  - sáskaölyv (Butastur rufipennis)
  - fehérszemű ölyv (Butastur teesa)
  - maláj ölyv (Butastur liventer)
  - bogarászó ölyv (Butastur indicus)

- Buteogallus  (Lesson, 1830) – 8 faj
  - juhász erdeiölyv (Buteogallus schistaceus)  vagy (Leucopternis schistacea)
  - atlanti erdeiölyv (Buteogallus lacernulatus) vagy (Leucopternis lacernulata)
  - vöröshasú rákászölyv (Buteogallus aequinoctialis)
  - kormos rákászölyv (Buteogallus anthracinus)
  - mangroverákászölyv (Buteogallus subtilis)
  - kubai rákászölyv (Buteogallus gundlachii)
  - fekete rákászölyv (Buteogallus urubitinga)
  - szavanna rákászölyv vagy békászóölyv (Buteogallus meridionalis)

- Harpyhaliaetus  (Lafresnaye, 1842) – 2 faj 
  - bóbitás remetesas (Harpyhaliaetus coronatus)
  - Harpyhaliaetus solitarius

- Cryptoleucopteryx - 1 faj
  - csokó erdeiölyv (Cryptoleucopteryx plumbea), korábban (Leucopternis plumbea), máshogy  (Leucopternis plumbeus)

- Geranoaetus (Kaup, 1844) – 4 faj
  - óriásölyv (Geranoaetus melanoleucus)
  - fehérszárnyú ölyv (Geranoaetus albicaudatus), korábban (Buteo albicaudatus)
  - vöröshátú ölyv (Geranoaetus polyosoma), korábban (Buteo polyosoma)
  - puna ölyv (Geranoaetus poecilochrous) korábban (Buteo poecilochrous)

- Leucopternis  (Kaup, 1847) – 3 faj
  - Leucopternis kuhli
  - kantáros erdeiölyv (Leucopternis melanops)
  - Leucopternis semiplumbea, máshogy  Leucopternis semiplumbeus

- Morphnarchus - 1 faj
  - herceg erdeiölyv (Morphnarchus princeps), korábban (Leucopternis princeps)

- Pseudastur - 3 faj
  - fehér erdeiölyv (Pseudastur albicollis), korábban (Leucopternis albicollis)
  - tumbesi erdeiölyv (Pseudastur occidentalis), korábban (Leucopternis occidentalis)
  - dolmányos erdeiölyv (Pseudastur polionotus), korábban (Leucopternis polionota), máshogy  (Leucopternis polionotus)

- Geranospiza  (Kaup, 1847) – 1 faj 
  - odúölyv (Geranospiza caerulescens)